# Jelena Goleševa
Jelena Goleševa-Scheers (rusko Елена Голешева), ruska atletinja, * 12. julij 1966, Sovjetska zveza.
Ni nastopila na poletnih olimpijskih igrah. Na svetovnih prvenstvih je osvojila srebrno medaljo v štafeti 4x400 m leta 1993, na evropskih dvoranskih prvenstvih pa bronasto medaljo v teku na 400 m leta 1992.